# Henk Votel
Henk Votel, soms ook gespeld Votèl, (Den Haag, 11 december 1938) is een Nederlandse voormalig acteur.
Hij is bij het Nederlandse publiek vooral bekend als opa in de televisieserie Tita Tovenaar en speelde verder in de serie Floris, de film Soldaat van Oranje en in de twee Pipo de Clown-series Pipo en de Lachplaneet en Pipo en de piraten van Toen. Als stemacteur speelde Votel in de Disney-film Frank en Frey (oorspronkelijk The Fox and the Hound) als het personage Dinky. Darnaast speelde hij vele andere rollen in series, maar ook op het toneel.
In het theater was Henk Votel was sinds 1976 verbonden aan Toneelgroep De Appel. In 1981 werd hem de Arlecchino toegekend voor zijn rol als waard in De Toneelmaker van Thomas Bernhard. In 1997 ging hij met vervroegd pensioen. Op 14 juni van dat jaar nam Votel afscheid.
Votel is getrouwd met Maroesja Lacunes, die in de serie Tita Tovenaar de rol van zijn kleindochter Tika speelde. In werkelijkheid schelen de twee acteurs minder dan zeven jaar in leeftijd.